# لوكاش دلوهي
لوكاش دلوهي (بالتشيكية: Lukáš Dlouhý)‏ هو لاعب كرة مضرب تشيكي.

## وصلات خارجية
- لوكاش دلوهي على موقع رابطة محترفي التنس (الإنجليزية)
- لوكاش دلوهي على موقع الاتحاد الدولي لكرة المضرب (الإنجليزية)
- لوكاش دلوهي على موقع كأس ديفيز (الإنجليزية)
- لوكاش دلوهي على موقع خلاصة التنس.كوم (الإنجليزية)

- معلومات عن اللاعب